# De verlossing (roman)
De verlossing is een roman van de Vlaamse schrijver Willem Elsschot. Het was zijn derde werk na Villa des Roses en Een ontgoocheling. Elsschot voltooide het werk in 1915. Het jaar daarop werd het verhaal gepubliceerd in het literaire tijdschrift 'Groot Nederland'. Een uitgave in boekvorm verscheen in 1921.
De titel van het verhaal kan op verschillende wijzen worden geduid. Zo raakt Pol verlost van zijn obsessie met de dorpspastoor in een fatale ontknoping. Zijn eigen dood kort daarop kan ook als een verlossing worden gezien, zowel voor hemzelf als voor zijn vrouw en het dorp. Ook is er de 'geestelijke verlossing' aan het eind van het verhaal van Pols jongste dochter Anna.

## Samenvatting
Leopold Van Domburg trouwt met de zwangere Desideria, maar krijgt, ingegeven door een opmerking van een kennis, twijfels over zijn vaderschap. Hierop begint hij zijn vrouw van tijd tot tijd af te ranselen, overigens zonder dat zij toegeeft. Pol en Sideria vestigen zich in het dorp Groendal, waar hij timmerman wordt en tevens de dorpswinkel uitbaat. Op gewiekste wijze weet hij zijn klanten af te zetten door die eerst te paaien met een paar borrels. Het slaan van Sideria gaat onverminderd voort en de oude dorpspastoor weet daar niet tegen op te treden. Alleen als het neefje Fritsje komt logeren is er enige vrede. Alle land in de omgeving is in het bezit van de graaf en Pol verlangt ernaar eigen baas te zijn. Als het jonge en verwende zoontje van de graaf Pols terrein ontdekt als ideale speelplaats weet hij het jongetje zo in te palmen dat die zijn vader overhaalt het huis en de grond te verkopen.
Als de oude dorpspastoor overlijdt wordt hij vervangen door de jongere pastoor Kips, die niet voor een kleintje vervaard is. Pol is niet gediend van Kips' bemoeienissen en er ontstaat een heftige controverse tussen de twee mannen. Die leidt ertoe dat Pol, die toch al een vrijdenker was, weigert nog in de kerk te komen en dat de pastoor zijn parochianen zodanig bepreekt dat zij de winkel van Pol voortaan mijden. Pol probeert dan aan de slag te komen als aannemer, maar dat mislukt omdat hij zijn geld heeft geïnvesteerd in ondeugdelijke bouwgrond. Als Pols twee oudste dochters het huis ontvluchten om in een klooster te gaan, valt het gezin uiteen. Na lange tijd zoekt Pol zijn heil bij de jonge zoon van de graaf, maar die herinnert hem zich nauwelijks en door de interventie van Kips krijgt hij ook hier geen poot aan de grond. Er wordt zelfs een poging ondernomen de grond van Pol terug te kopen. Hij wordt op den duur ernstig ziek en als hij zijn einde voelt naderen vraagt hij om een priester. Als Kips na enige aarzeling toestemt in een bezoek, schiet Pol hem neer. De pastoor overlijdt, evenals Pol. Na deze 'verlossing' leeft de winkel van Sideria korte tijd op, tot ook zij overlijdt. De jongste dochter Anna blijft alleen achter en probeert door een zeer vroom leven de misstappen van haar vader goed te maken. Als uiteindelijk de groot geworden neef Frits (een vrijdenker, net als zijn vader) met zijn vrouw en jonge zoontje bij haar komen logeren neemt zij de kleine jongen, zonder dat de ouders het weten en als ultieme daad van verlossing, mee om hem te laten dopen.